# Nhôm hydroxide
Nhôm hydroxide, công thức hóa học là Al(OH)3, là một hợp chất vô cơ của nhôm. Đây là chất ổn định ở nhiệt độ và áp suất tiêu chuẩn nhất của nhôm. Chất này được tìm thấy trong tự nhiên dưới dạng khoáng vật gibbsit (còn gọi là hydrargillit) và ba chất đa hình hiếm hơn nhiều của nó: bayerit, doyleite và nordstrandit. Nhôm hydroxide là lưỡng tính trong tự nhiên, tức là nó có cả tính base và tính acid. Các chất liên quan chặt chẽ nhất của chất này là Al2O3 và AlO(OH). Các chất này chỉ khác nhau ở số phân tử nước mà mỗi chất có. Các hợp chất này với nhau là các thành phần chính của quặng nhôm, bauxite..

## Sản xuất
Hầu như tất cả các hydroxide nhôm dùng trong thương mại được sản xuất theo quy trình Bayer có liên quan đến việc phân hủy bô xít trong NaOH ở nhiệt độ lên tới 270 °C (518 °F). Chất cặn rắn, cặn bô xít, được lấy ra và nhôm hydroxide được kết tủa từ dung dịch còn lại của natri aluminat. hydroxide nhôm này có thể được chuyển đổi thành nhôm oxide hoặc nhôm bằng cách nung.
Dư lượng hoặc cặn bô xít, mà chủ yếu là oxit sắt, ăn da rất mạnh do natri hydroxide dư. Nó đã được lưu trữ ở các đầm phá; điều này đã dẫn đến vụ tai nạn nhà máy alumin Ajka vào năm 2010 tại Hungary, nơi một con đập bị vỡ khiến 9 người chết đuối và 122 đi người phải chữa bỏng hóa chất. Bùn bị ô nhiễm 40 km vuông đất và chảy vào sông Danube. Trong khi bùn được coi là không độc hại do mức độ thấp của các kim loại nặng, bùn liên quan có độ pH rất cao 13.

## Sử dụng
Sản lượng sản xuất hàng năm trong năm 2015 là khoảng 170 triệu tấn, hơn 90% trong số đó được chuyển đổi thành oxit nhôm (alumina) được sử dụng trong sản xuất nhôm kim loại.
Việc sử dụng lớn khác của nhôm hydroxide là làm nguyên liệu để sản xuất các hợp chất nhôm khác:. Đặc nung aluminas, nhôm sulfat, polyaluminium chloride, nhôm chloride, zeolit, natri aluminat, nhôm kích hoạt, nhôm nitrat.
Nhôm mới kết tủa dạng hydroxide gel, đó là cơ sở cho việc áp dụng các muối nhôm như kết tủa trong xử lý nước. gel này kết tinh với thời gian. gel nhôm hydroxide có thể được khử nước (ví dụ sử dụng nước có thể trộn với dung môi không chứa nước như ethanol) để tạo thành một dạng bột nhôm hydroxide vô định hình, đó là dễ dàng hòa tan trong axit. Bột hydroxide nhôm đã được đun nóng đến nhiệt độ cao trong điều kiện kiểm soát cẩn thận được gọi là alumina kích hoạt và được sử dụng như một chất làm khô, như một chất hấp phụ trong thanh lọc khí, như một sự hỗ trợ xúc tác Claus để lọc nước, và như một chất hấp phụ cho chất xúc tác trong khi sản xuất polyethylene bởi quá trình Sclairtech.

### Chất độn chống cháy
Nhôm hydroxide cũng tìm thấy sử dụng như một chất độn chống cháy cho các ứng dụng polymer trong một cách tương tự như magnesi hydroxide và hỗn hợp của  huntite và hydromagnesite. Nó phân hủy khoảng 180 °C (356 °F), hấp thụ một lượng đáng kể nhiệt trong quá trình và tỏa ra hơi nước. Ngoài vai trò là một chất làm chậm cháy, nó rất hiệu quả như một thuốc giảm khói trong một loạt các polyme, đặc biệt nhất trong polyeste, acrylics, ethylene vinyl acetate, epoxy, nhựa PVC và cao su.